# Magnolia denudata
Magnolia denudata là một loài thực vật có hoa trong họ Magnoliaceae. Loài này được Desr. mô tả khoa học đầu tiên năm 1792.